# Regulus (cognomen)
Regulus was een cognomen binnen de plebejische gens Atilia. De naam betekent koninkje. De bekendste vertegenwoordiger van deze familie was Marcus Atilius Regulus, consul in 267 en 256 v.Chr.. Zijn vader was Marcus Atilius Regulus (consul in 294 v.Chr.).
Andere leden van deze familie met dit cognomen:
- Marcus Atilius Regulus (consul in 335 v.Chr.)
- Gaius Atilius Regulus Serranus (consul in 257 en 250 v.Chr)
- Marcus Atilius Regulus (consul in 227 v.Chr)
- Gaius Atilius Regulus (consul in 225 v.Chr)

De senator en beroepsverklikker (delator) Marcus Aquilius Regulus (1e eeuw n.Chr.) droeg hetzelfde cognomen maar was afkomstig uit een andere familie.